# Haus des Romeo

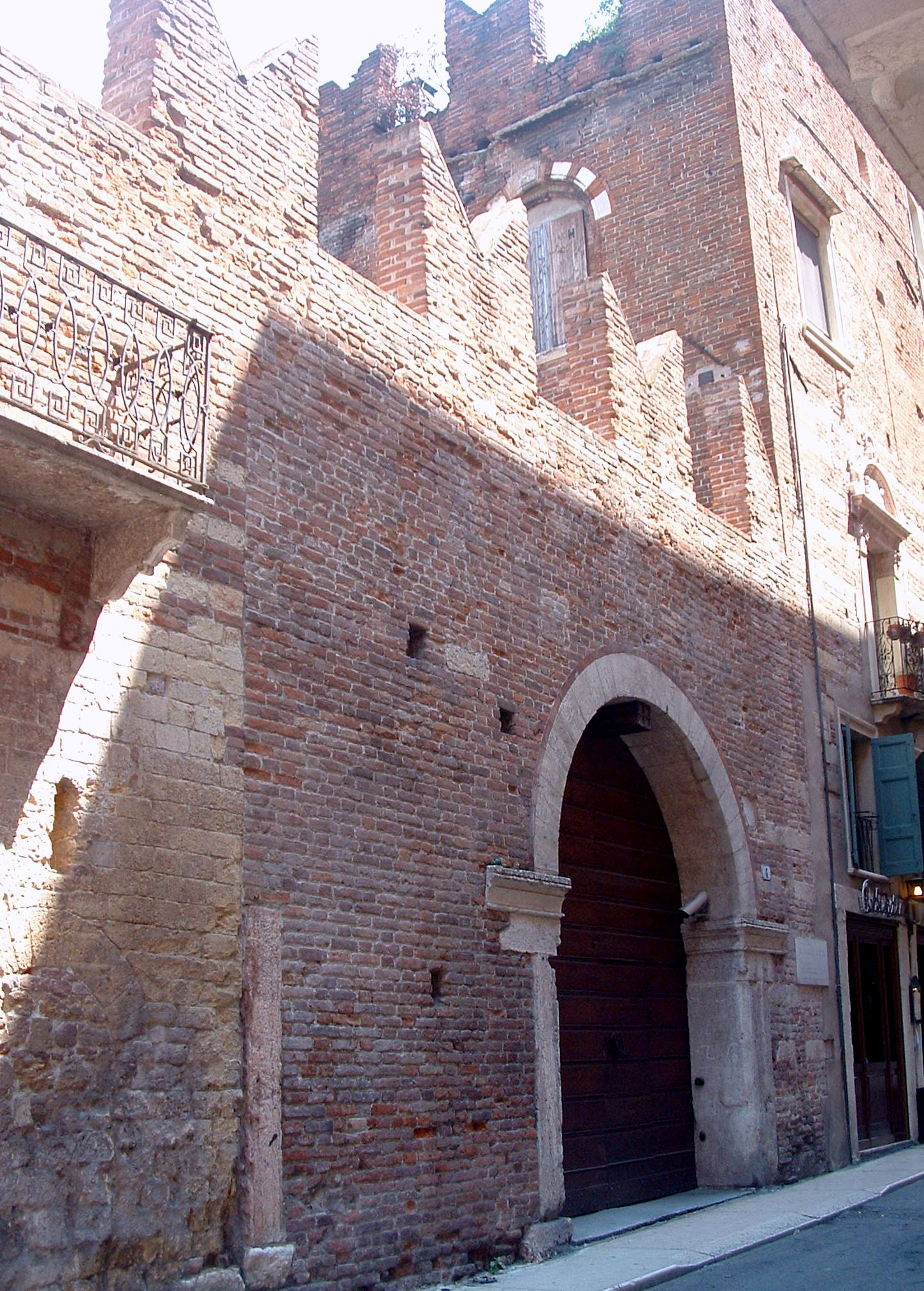
Palazzo Nogarola besser bekannt als Haus des Romeo

Der Palazzo Nogarola, auch Palazzo Cagnolo Noccarola oder Palazzo Nogarola, Bevilacqua-Lazise, besser bekannt als Haus des Romeo (italienisch Casa di Romeo), ist ein mittelalterliches Gebäude in der oberitalienischen Stadt Verona in Venetien. Es wird als angebliches Wohnhaus der männlichen Hauptfigur des Liebesdramas Romeo und Julia ausgegeben.

## Geschichte
Das Gebäude wurde erstmals 1339 erwähnt. Es soll ursprünglich den Scaligern gehört haben und dann in den Besitz der befreundeten Nogarola übergegangen sein. Bailardino Nogarola war mit Caterina della Scala, einer Schwester von Cangrande I. verheiratet. Es kehrte später zu einem unbekannten Zeitpunkt wieder in den Besitz der Scaliger zurück und gehörte ab 1416 den Bevilacqua-Lazise. Wie die Scaliger und die Nogarola zählten auch die Bevilacqua-Lazise zu den bekannteren und bedeutenderen Familien der Stadt.
Laut einer Historikerin lehnt sich die literarische Figur des Romeo Montecchi an die Person von Cognola Nogarola an. Der Historiker Antonio Avena, der sich für die Restaurierung zahlreicher historischer Bauten in Verona einsetzte, schlug der Stadtverwaltung in den 1920er Jahren mehrmals vor, das Gebäude aufzukaufen und als Haus des Romeo für den aufkommenden Tourismus herzurichten. Als der US-amerikanische Filmregisseur George Cukor Anfang der 1930er Jahre nach Verona kam, um sich für die Szenen seines im Entstehen begriffenen Hollywoodfilms „Romeo und Julia“ inspirieren zu lassen, war er erstaunt, in der Stadt nicht die erwarteten Schauplätze der Liebestragödie vorzufinden. Dies bestärkte Avena noch, dem Abhilfe zu schaffen. Für das als Haus des Romeo vorgesehene Gebäude arbeitete er einen Entwurf aus, der allerdings in den Schubladen blieb, da zum einen die Besitzer das Gebäude nicht verkaufen wollten und zum anderen der Stadt die entsprechenden finanziellen Mittel fehlten. Während 1937 das Haus der Julia sowie ihr Grabmal 1940 eröffnet wurden, blieb das Projekt „Haus des Romeo“ unvollendet. Es war eines der wenige Projekte, das Avena nicht verwirklicht sah.

## Beschreibung
Das Haus des Romeo liegt in der Altstadt von Verona in der Via Arche Scaligere nur wenige Meter von den Scaliger-Grabmälern entfernt und grenzt im Süden bis an den Platz Peschiera vecchia (deutsch Alter Fischmarkt). Das Gebäude erfüllte, wie bei Einfamilienhäusern im 14. Jahrhundert üblich, eine Doppelfunktion als Wohn- und Geschäftshaus. Es wurde im Laufe der Jahrhunderte mehrmals baulich verändert.
Nach Lugoboni handelt es sich aber trotzdem um eines der schönsten Beispiele für ein zivil genutztes spätmittelalterliches Bauwerk in Verona sowie um eines der am besten erhaltenen Wohnhäuser aus dieser Zeit.
Das Gebäude ist zum Großteil mit Mauerziegeln zum Teil in Verbindung mit weißen Tuffsteinen errichtet worden. Die Schwalbenschwanzzinnen, die mächtigen Außenmauern und die wenigen Fenster über die der Bau verfügt, lassen den Schluss zu, dass es ursprünglich als Festes Haus errichtet wurde. Ein Tor mit einem Rundbogen aus behauenen Natursteinquadern führt in den Innenhof, um das U-förmig das frühgotische Bauwerk errichtet wurde. Auf der linken Seite des Tores führt eine Freitreppe an der zur Straße gelegenen Seite in den ersten Stock, während auf der gegenüberliegenden Seite eine Loggia mit auf Säulen ruhenden zweifarbigen Rundbögen den Hof abschließt. Die Bögen des an der Nordseite angrenzende Bogenganges wurden dagegen mit Mauerziegeln zugemauert. Die vom Eingangstor südlich angrenzende Fassade an der Via Arche Scaligere ist ebenfalls baulich verändert. Insbesondere die Fenster weisen nicht mehr die ursprüngliche mittelalterliche Struktur auf.
Das Privathaus kann nur von außen besichtigt werden. Neben dem Eingangstor weisen zwei Tafeln auf das vermeintliche Haus des Romeos hin, die regelmäßig von Graffiti befreit werden müssen.